# پادام پادام (مجموعه تلویزیونی)
پادام پادام (کره‌ای: 빠담빠담... 그와 그녀의 심장박동소리) یک مجموعهٔ تلویزیونی کره جنوبی سال ۲۰۱۱ با بازی جونگ وو سونگ، هان جی مین و کیم بوم است. نویسندگی این درام فانتزی عاشقانه را نو هی کیونگ انجام داد و عنوان آن نام آوایی است که بیانگر صدای قلب و برگرفته از ترانه‌ای از خواننده فرانسوی ادیت پیاف است. این مجموعه یکی از درام‌های آغازین شبکه کابلی تازه تأسیس جی‌تی‌بی‌سی بود و از ۵ دسامبر ۲۰۱۱ تا ۷ فوریه ۲۰۱۲، روزهای دوشنبه و سه‌شنبه ساعت ۲۰:۴۵ (کی‌اس‌تی) برای ۲۰ قسمت پخش شد.

## بازیگران
- جونگ وو سونگ در نقش یانگ کانگ چیل[۱۰][۱۱][۱۲][۱۳]
- هان جی مین در نقش جونگ جی نا[۱۴][۱۵]
- کیم بوم در نقش لی گوک سو[۱۶][۱۷][۱۸][۱۹][۲۰][۲۱]